# Суд дзонгхага
Суд дзонгхага существует в каждом из 20 дзонгхагов Бутана, и является судом первой инстанции Королевского суда Бутана в 14 из 20 дзонгхагов. В остальных 6 дзонгхагах существуют судебные инстанции более низкого уровня — суды дунгхагов. Суд дзонгхага возглавляет Главный судья, в состав суда входят также дрангпоны (юридические советники). В соответствии с Конституцией 2008 года, в отличие от судей Верховного суда и Высокого суда, главные судьи и дрангпоны судов дзонгхагов не назначаются королём.